# Graphocephala distanti
Graphocephala distanti är en insektsart som först beskrevs av Metcalf 1965.  Graphocephala distanti ingår i släktet Graphocephala och familjen dvärgstritar. Inga underarter finns listade i Catalogue of Life.